# Piątnica (gmina)
Pour les articles homonymes, voir Piątnica.
Piątnica est une gmina rurale du powiat de Łomża, Podlachie, dans le nord-est de la Pologne. Son siège est le village de Piątnica, qui se situe environ 3 km au nord-est de Łomża et 72 km à l'ouest de la capitale régionale Białystok.
La gmina couvre une superficie de 218,69 km2 pour une population de 10 642 habitants.

## Géographie
La gmina inclut les villages de Budy Czarnockie, Budy-Mikołajka, Choszczewo, Czarnocin, Dobrzyjałowo, Drozdowo, Drożęcin-Lubiejewo, Elżbiecin, Gomulnik, Górki-Sypniewo, Górki-Szewkowo, Guty, Jeziorko, Kałęczyn, Kalinowo, Kisielnica, Kobylin, Kosaki, Kownaty, Kownaty-Kolonia, Krzewo, Kurpie, Marianowo, Motyka, Murawy, Nagórki, Niewodowo, Nowe Krzewo, Nowy Cydzyn, Olszyny, Olszyny-Kolonia, Pęza, Piątnica, Piątnica Włościańska, Poniat, Rakowo-Boginie, Rakowo-Czachy, Rządkowo, Stary Cydzyn, Stary Drożęcin, Taraskowo, Truszki, Wiktorzyn, Wyłudzin, Wyrzyki, Zabawka et Żelechy.
La gmina borde la ville de Łomża et les gminy de Jedwabne, Łomża, Mały Płock, Stawiski et Wizna.